# 绥远城厅
绥远城厅，清朝时设置的厅。
在今内蒙古自治区呼和浩特市东北城区。乾隆四年（1739年）于归化城东北筑绥远城，设绥远城厅，为绥远将军驻所。1912年改为绥远县。

## 参看
- 绥远将军衙署